# Clemens Hoffstadt
Clemens Wilhelm Hoffstadt (* 28. Dezember 1805 in Borbeck; † 14. November 1896 in Vogelheim) war ein deutscher Landwirt und Politiker.

## Leben
Hoffstadt war der Sohn des Landwirts Hermann Hoffstadt († Borbeck) und dessen Ehefrau Christina geborene Vöcklinghaus († Borbeck). Er war katholisch und heiratete Franziska Brockhofe (* 1814 in Vogelheim; † 5. September 1878 ebenda).
Hoffstadt lebte als Landwirt in Vogelheim. Von 1879 bis 1884 war er stellvertretender Abgeordneter im Provinziallandtag der Rheinprovinz. 1883 wurde er als Stellvertreter einberufen und nahm an den Landtagsberatungen teil. Von 1885 bis 1888 war er dann Abgeordneter. Er wurde im Stand der Landgemeinden und im Wahlkreis Mülheim an der Ruhr, Essen gewählt. Auch nach der Wahlrechtsreform 1888 blieb er bis 1895 Abgeordneter, nun gewählt durch den Kreistag.